# Lutzomyia
Genre
Lutzomyia est un genre de diptères nématocères de la famille des Psychodidae.

## Vecteur infectieux
Ce genre de diptères est vecteur de plusieurs maladies comme la leishmaniose (Lutzomyia longipalpis transmet des parasites du genre Leishmania) ou la bartonellose (Lutzomyia verrucarum transmet la bactérie Bartonella bacilliformis). Les maladies incubent généralement dans le sang de certains mammifères comme les rongeurs, les chiens mais aussi les chauves-souris, dont les représentants de Lutzomyia apprécient particulièrement l'habitat. Les femelles de l'insecte se nourrissent alors du sang infecté puis le transmettent selon leur cycle de digestion.

## Biologie
Les femelles pondent quelques centaines d'œufs dans des endroits sombres et humides, comme sous un rocher ou sous l'humus. Après l'éclosion, les œufs mettent 2 ou 3 mois pour atteindre l'âge adulte, en passant par 3 stades de développement.

## Fossiles
L'espèce fossile Lutzomyia adiketis a été découverte dans un gisement d'ambre dominicaine de l'île Hispaniola. Datant du Burdigalien (entre 15 et 20 millions d'années), cette espèce transmettait le Paleoleishmania neotropicum.

## Taxonomie
Le nom valide complet (avec auteur) de ce taxon est Lutzomyia França, 1924.

### Synonymes
Lutzomyia a pour synonymes :
- Fransaia Dyar & Nuñez Tovar, 1927
- Lutziola Strand, 1932

## Liste des espèces
Selon la base GBIF (30 octobre 2023), le genre Lutzomyia compte au moins les 109 espèces suivantes :
- Lutzomyia adamsi Fernández, Galati & Carbajal, 1998
- † Lutzomyia adiketis Poinar, 2008
- Lutzomyia alencari Martins, Souza & Falcão, 1962
- Lutzomyia almerioi Galati & Nunes, 1999
- Lutzomyia amarali (Barretto & Coutinho, 1940)
- Lutzomyia andina Bejarano, Perez-Doria & Sierra, 2010
- Lutzomyia anduzei Rozeboom, 1942
- Lutzomyia antunesi (Coutinho) Coutinho, 1939
- Lutzomyia aragaoi
- Lutzomyia araracuarensis Morales & Minter, 1981
- Lutzomyia ayacuchensis Cáceres & Galati, 1988
- Lutzomyia ayrozai (Barretto & Coutinho, 1940)
- Lutzomyia barrettoi
- Lutzomyia battistinii (Hertig, 1943)
- Lutzomyia bicornuta (Blancas & Herrer, 1960)
- Lutzomyia bifoliata Osorno-Mesa, Morales, Osorno & Hoyos, 1970
- Lutzomyia blancasi Galati & Cáceres, 1990
- Lutzomyia botella (Fairchild & Hertig, 1961)
- Lutzomyia caballeroi Blancas, Cáceres & Galati, 1989
- Lutzomyia caceresi Le Pont, Matias, Martínez & Dujardin, 2004
- Lutzomyia caligata Martins, Falcão & Silva, 1965
- Lutzomyia carvalhoi (Damasceno, Causey & Arouck, 1945)
- Lutzomyia castanea Galati & Cáceres, 1994
- Lutzomyia castroi (Barretto & Coutinho, 1941)
- Lutzomyia cavernicola (Lima, 1932)
- Lutzomyia ceferinoi (Ortiz & Álvarez, 1963)
- Lutzomyia chavinensis Pérez & Ogusuku, 1999
- Lutzomyia chiapanensis
- Lutzomyia chotensis Galati, Cáceres & Zorilla, 2003
- Lutzomyia cirrita Young & Porter, 1974
- Lutzomyia cruciata (Coquillett, 1907)
- Lutzomyia cruzi (Mangabeira, 1938)
- Lutzomyia cubensis Fairchild & Trapido
- Lutzomyia cultellata Freitas & Albuquerque, 1996
- Lutzomyia diabolica (Hall, 1936)
- Lutzomyia dispar Martins & Silva, 1963
- Lutzomyia dubitans Sherlock, 1962
- Lutzomyia edentula
- Lutzomyia erwindonaldoi (Ortiz, 1978)
- Lutzomyia evangelistai Martins & Fraiha, 1971
- Lutzomyia falcata Young, Morales & Ferro, 1994
- Lutzomyia falquetoi Pinto & Santos, 2007
- Lutzomyia flabellata Martins & Silva, 1964
- Lutzomyia fonsecai (Lima, 1932)
- Lutzomyia forattinii Galati, Rego, Nunes & Oshiro, 1985
- Lutzomyia furcata (Mangabeira) Mangabeira, 1941
- Lutzomyia galatiae Le Pont, Martínez & Torrez-Espejo, 1998
- Lutzomyia gaminarai (Cordero, Vogelsang & Cossio, 1928)
- Lutzomyia gomezi (Nitzulescu, 1931)
- Lutzomyia gonzaloi Ogusuku, Canales & Pérez, 1998
- Lutzomyia gorbitzi Blancas, 1959
- Lutzomyia guderiani Torres-Espejo, Cáceres & Le Pont, 1995
- Lutzomyia hartmanni (Fairchild & Hertig, 1957)
- Lutzomyia herreri Galati & Cáceres, 2003
- Lutzomyia ignacioi Young, 1972
- Lutzomyia imperatrix (Alexander, 1944)
- Lutzomyia infraspinosa (Mangabeira) Mangabeira, 1941
- Lutzomyia infusca Porter & Young, 1999
- Lutzomyia ischnacantha Martins, Souza & Falcão, 1962
- Lutzomyia ischyracantha Martins, Falcão & Silva, 1962
- Lutzomyia itambe Chaves Júnior, Lima, Paranhos & Andrade, 2023
- Lutzomyia kirigetiensis Galati & Cáceres, 1992
- Lutzomyia larensis Arredondo, 1987
- Lutzomyia legerae Le Pont, Gantier & Hue, 1995
- Lutzomyia lichyi (Floch & Abonnenc, 1950)
- Lutzomyia longipalpis (Lutz & Neiva, 1912)
- Lutzomyia lutziana
- Lutzomyia maesi Le Pont, Ibáñez-Bernal & Fuentes, 2011
- Lutzomyia manciola Ibáñez-Bernal, 2001
- Lutzomyia marinkellei Young, 1979
- Lutzomyia martinezi Wagner & Joost, 1994
- Lutzomyia matiasi Le Pont, 2009
- Lutzomyia migonei (França, 1920)
- Lutzomyia monzonensis Ogusuku, Canales & Pérez, 1998
- Lutzomyia munaypata Ogusuku, Chevarria, Porras & Pérez, 1999
- Lutzomyia naiffi Freitas & Oliveira
- Lutzomyia noguchii (Shannon, 1929)
- Lutzomyia osornoi (Ristorcelli & Ðao, 1941)
- Lutzomyia pallidithorax Galati & Cáceres, 1994
- Lutzomyia peruensis (Shannon, 1929)
- Lutzomyia pescei (Hertig, 1943)
- Lutzomyia pia (Fairchild & Hertig) Fairchild & Hertig, 1961
- Lutzomyia pilosa (Damasceno & Causey) Damasceno & Causey, 1944
- Lutzomyia ponsi Perruolo, 1984
- Lutzomyia pseudolongipalpis Arrivillaga & Feliciangeli, 2001
- Lutzomyia quillabamba Ogusuku, Chevarria, Porras & Pérez, 1999
- Lutzomyia renei (Martins, Falcão & Silva, 1957)
- Lutzomyia rispaili Torres-Espejo, Cáceres & Le Pont, 1995
- Lutzomyia sanguinaria (Fairchild & Hertig, 1957)
- Lutzomyia scorzai (Ortiz, 1965)
- Lutzomyia serrana (Damasceno & Arouck, 1949)
- Lutzomyia sherlocki Martins, Silva & Falcão, 1971
- Lutzomyia singularis (Lima, 1932)
- Lutzomyia souzalopesi Martins, SIlva & Falcão, 1970
- Lutzomyia spathotrichia Martins, Falcão & Silva, 1963
- Lutzomyia stewarti (Mangabeira & Galindo, 1944)
- Lutzomyia strictivilla Young, 1979
- Lutzomyia tanyopsis Young
- Lutzomyia tejadai Galati & Cáceres, 1990
- Lutzomyia tolimensis Carrasquilla, Munstermann, Marin, Ocampo & Ferro, 2012
- Lutzomyia tortura Young & Rogers, 1984
- Lutzomyia trinidadensis Newstead, 1922
- Lutzomyia tuberculata (Mangabeira) Mangabeira, 1941
- Lutzomyia vargasi (Fairchild & Hertig, 1961)
- Lutzomyia velezi Bejarano, Vivero & Uribe, 2010
- Lutzomyia verrucarum Townsend, 1913
- Lutzomyia vexator (Coquillett, 1907)
- Lutzomyia walkeri Newstead, 1914
- Lutzomyia wattsi Fernández, Carbajal, Astete & Wooster, 1998

### autres espèces
Selon la base EOL, d'autres espèces appartiennent à ce genre :
- Lutzomyia wellcomei Fraiha, Shaw et Lainson, 1971